# Lars Bjønness
Lars Bjønness   (Oslo, 27 de juliol de 1963) és un remer noruec, ja retirat, que va competir durant les dècades de 1980 i 1990.
El 1984 va prendre part en els Jocs Olímpics d'Estiu de Los Angeles, on disputà, sense sort, la prova del scull individual del programa de rem. Quatre anys més tard, als Jocs de Seül, va guanyar la medalla de plata en la quàdruple scull. Formà equip amb Alf Hansen, Rolf Thorsen i Vetle Vinje. Als Jocs de Barcelona de 1992 guanyà una nova medalla de plata en la mateixa competició, aquesta vegada formant equip amb Kjetil Undset, Per Sætersdal i Rolf Thorsen.
En el seu palmarès també destaquen quatre medalles al Campionat del Món de rem. D'or el 1989 i 1994 en el doble scull, i de plata el 1987 i 1993, en el quàdruple i doble scull respectivament.
El 1989 va ser guardonat amb la Morgenbladets gullmedalje.